# کونیگ‌اشتاین ایم تاونوس
شهر کونیگ‌اشتاین ایم تاونوس (به آلمانی: Königstein im Taunus) در ایالت هسن در کشور آلمان واقع شده‌است.

## جغرافیا
کونیگ‌اشتاین ایم تاونوس با اشمیتن مرز شمالی مشترک دارد.